# Acropimpla tricolor
Acropimpla tricolor är en stekelart som beskrevs av Kusigemati 1985. Acropimpla tricolor ingår i släktet Acropimpla och familjen brokparasitsteklar. Inga underarter finns listade i Catalogue of Life.